# Ахтарул Іслам
Ахтарул Іслам (1 січня 1947) — пакистанський хокеїст на траві.
Учасник Олімпійських Ігор 1972 року.